# Antonio Porpetta
Antonio Porpetta   (Elda, 14 de febrer de 1936 - Madrid, 25 de juliol de 2023) fou un escriptor i poeta valencià en castellà.

## Biografia
Llicenciat en Dret i doctor en Ciències de la Informació (Filologia Espanyola) per la Universitat Complutense de Madrid. Diplomat en Genealogia, Heràldica i Nobiliària pel Consell Superior d'Investigacions Científiques. Membre Corresponent de les Acadèmies Nord-americana (Nova York) i Guatemalenca de la Llengua Espanyola, així com de la Societat Mexicana de Geografia i Estadística. Va estar casat amb la poeta i editora Luzmaría Jiménez Faro, morta el 12 de març de 2015.
Ha publicat nombrosos llibres de poesia i assaigs sobre la vida i l'obra de Carolina Coronado (Madrid, 1983) i Gabriel Miró, autor sobre qui versà la seva tesi doctoral (Alacant, 1996; Madrid, 2004; València, 2009). Ha rebut, entre d'altres, els premis: “Fastenrath”, de la Reial Acadèmia Espanyola (1987), “Ángaro” (1980), “Gules” (1981), “Hilly Mendelssohn” (1983), “José Hierro” (1996), “Ciutat de València” de Poesia i d'Assaig en Castellà (1999 i 2003, respectivament), i els de la Crítica Literària Valenciana d'Assaig (1996) i de Poesia (2001). En 1987 li va ser concedida la «Medalla de Plata» de l'Associació d'Escriptors i Artistes Espanyols.
Està inclòs en nombroses antologies, enciclopèdies i diccionaris especialitzats i part de la seva obra poètica ha estat traduïda i publicada en format de llibre als idiomes: alemany, anglès, italià, rus, serbi, romanès, francès, àrab, portuguès i valencià, així com transcrita al sistema Braille per l'ONCE.
Des de 1984 ve desenvolupant gran part de la seva activitat pública en universitats i institucions acadèmiques i culturals de molt diversos països dels cinc continents en qualitat de conferenciant, lector de poemes i director de seminaris d'iniciació poètica, a més de divulgador de la literatura espanyola. En aquest aspecte, ha merescut destacats reconeixements, entre ells la “Clau d'Or” de la ciutat de Smederevo (Sèrbia), per la seva actuació solidària amb els escriptors iugoslaus durant els bombardeigs de l'OTAN en 1999; una “Proclama d'Honor” de la Presidència del Comtat de Manhattan, en 2003, per la seva continuada labor acadèmica i literària amb les comunitats hispanes de Nova York (Teachers College/Columbia University); a l'abril de 2005 el seu ingrés en la “Ordre del Quixot” de la prestigiosa Societat “Sigma Delta Pi”, National Collegiate Hispanic Honor Society, per les seves activitats de difusió de la poesia espanyola en Universitats nord-americanes (Lehman College/CUNY, City University of New York); i a l'abril de 2006 l'«Orde dels Descobridors», de la mateixa Societat (St. John's University, New York).
El novembre de 1992, i per acord unànime del Ple Municipal d'Elda, es va imposar el seu nom al Centre d'Educació de Persones Adultes de la localitat; i el gener de 2010, també amb unanimitat del Ple, se li va dedicar un ampli espai urbà amb la denominació «Plaça del Poeta Antonio Porpetta».
Finalment, el 9 d'octubre de 2012, va rebre el Premi de les Lletres Valencianes, concedit «com a reconeixement a la seva obra literària i a la seva dedicació per a l'acostament i gaudi del llenguatge i la sensibilitat poètica», segons resa el Decret de la Presidència de la Generalitat núm. 17/2012, de data 5/10/2012.

## Obres

### Poesia
- Por un cálido sendero (Madrid, 1978),
- La huella en la ceniza. Pròleg de Leopoldo de Luis (Alacant, 1980)
- Cuaderno de los acercamientos (Sevilla, 1980)
- Meditación de los asombros. Pròleg de José Hierro (Valencia, 1981)
- Ardieron ya los sándalos (Madrid, 1982)
- El clavicordio ante el espejo (Madrid, 1984)
- Los sigilos violados (León, 1985)
- Territorio del fuego (Madrid, 1988 i 1989)
- Década del insomnio. Selecció i Introducció de José Mas (Madrid, 1990)
- Adagio mediterráneo (San Sebastián de los Reyes/Madrid, 1997)
- Silva de extravagancias. Pròleg de Pedro J. de la Peña (Madrid, 2000)
- Penúltima intemperie (Antología personal). Introducció de Florencio Martínez Ruiz (València, 2002)
- De la memoria azul (Valencia, 2003)
- Como un hondo silencio de campanas. Pròleg de David Escobar Galindo (San Salvador, 2005)
- La mirada intramuros. Pròleg de Rafael Carcelén García (Madrid, 2007).
- Territorio del fuego (Madrid, 1989); CD
- Mi palabra y mi voz (Madrid, 1998); CD
- Versos para quien sepa amar (Elda/Alicante, 2009): CD

### Narració i assaig
- Historia de la Asociación de Escritores y Artistas Españoles, pròleg de Leopoldo de Luis i epíleg de J. Gerardo Manrique de Lara (Madrid, 1986)
- Manual de supervivencia para turistas españoles (Madrid, 1990)
- El benefactor y diez cuentos más (Alacant, 1997)
- Memorias de un poeta errante. Introducció d'Adela Pedrosa (Elda/Alicante, 2008)
- Historias mínimas y otros divertimentos (Madrid, 2009)
- Guía práctica para turistas inexpertos (narrativa de humor) (Madrid, 2011).